# ديف هوستيد
ديف هوستيد (بالإنجليزية: Dave Husted)‏ هو لاعب البولنغ ‏ أمريكي، ولد في 12 أبريل 1960.